# Нейролінгвістичне програмування
Нейролінгвістичне програмування, кодування психіки (НЛП) (англ. Neuro-linguistic programming (NLP)) — псевдонауковий напрям у психотерапії та практичній психології, що вивчає закономірності суб'єктивного досвіду людей через розкриття механізмів і способів моделювання поведінки і передачі виявлених моделей іншим людям. Ефективність спростована.

## Історія
Засновниками НЛП вважають американського лінгвіста Річарда Бендлера (англ. Richard Bandler) та його учня, програміста Джона Гріндера (англ. John Grinder), та Джозефа О'Конора,  що вперше представили метод в 1973 році. Вони вирішили дослідити методи, якими працюють найкращі психотерапевти (Мілтон Еріксон, Вірджинія Сатір, Фриц Перлз, Бейтсон) і чому їхні дії настільки ефективні. Бендлер, як лінгвіст, аналізував словесні прийоми, які використовувалися при видачі інструкцій іншій людині, а Гріндер, як математик, зводив це все в певні алгоритми.
Назва НЛП походить від комбінації слів, що описують неврологічні процеси («нейро»), мови («лінгвістична» частина) та поведінкових ознак, що містить в собі «програмування». Згідно з висновками Бендлера та Гріндера, НЛП — це модель людського внутрішнього досвіду та комунікації, використовуючи принципи НЛП можливо описати будь-яку людську активність детальним способом, що дозволяє виконувати легко та швидко стійкі зміни цієї активності. Свого роду енциклопедія поведінки людини в тих чи інших ситуаціях. Наприкінці 1974 року побачила світ перша книга про НЛП – «Структура магії». До неї увійшли лінгвістичні методи відомих психотерапевтів: Фріца Перлза, Мілтона Еріксона та Вірджинії Сатир. Окрім мистецтва задання питань автори описали низку моделей, які допомагають терапевтам краще розуміти пацієнтів. Так з’явився «Класичний код НЛП» із фокусом на ефективну комунікацію та допомогу іншим. У середині 80-х його доповнив «Новий Код НЛП», який вчить, як допомогти собі самому.

## Можливості НЛП
Річард Бендлер та Джон Грюндер наводять як приклад використання НЛП такі можливості:
1. Лікування фобій та інших неприємних відчуттів за один сеанс.
2. Допомога дітям з невисоким рівнем сприйняття навчання.
3. Подолання шкідливих звичок, таких як алкоголізм, тютюнопаління.
4. Підвищення рівня продуктивності в різних інтеракціях, таких як подружжя, організації.
5. Лікування соматичних захворювань та ін.
6. Гібридна війна